# Tchaoudjo (prefeitura)

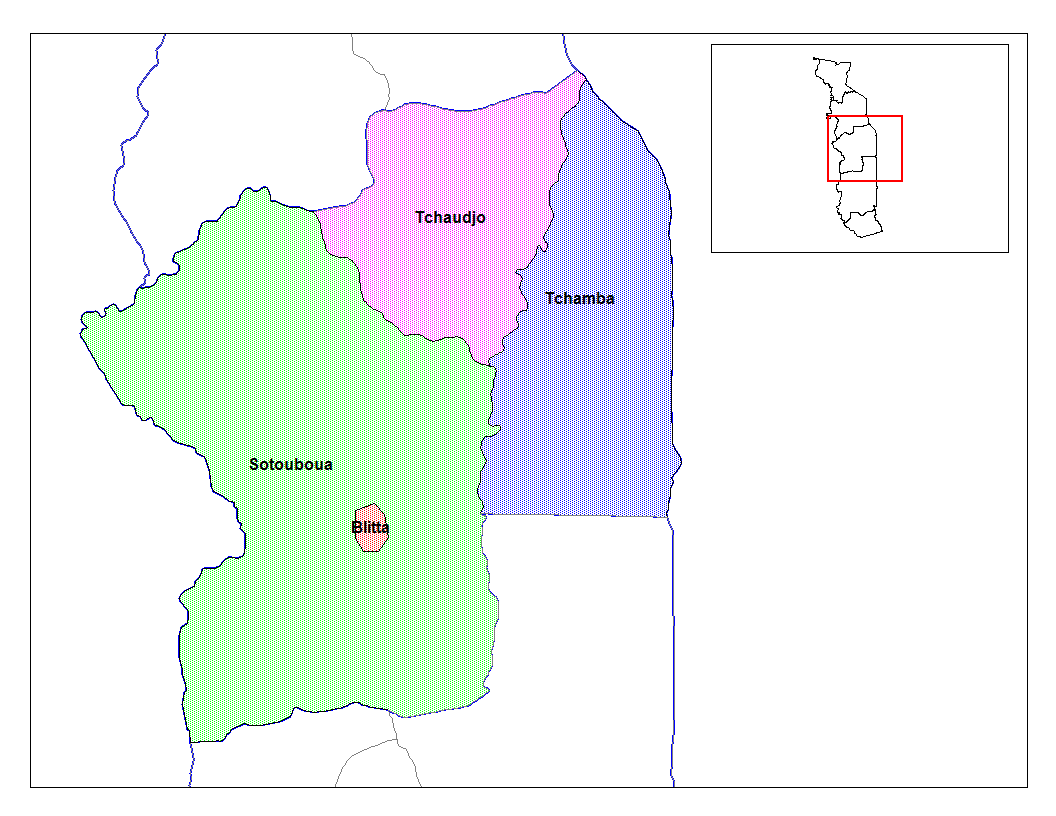
Prefeituras da Região Central

Tchaoudjo é uma prefeitura localizada na Região Central do Togo. A capital é a cidade de Sokodé.